# Atlantic Fleet
Cet article concerne la flotte de la Royal Navy. Pour la flotte de l'US Navy, voir United States Fleet Forces Command. Pour celle de la Marine royale canadienne, voir Forces maritimes de l'Atlantique.
L'Atlantic Fleet (« Flotte de l'Atlantique ») était une flotte de la Royal Navy qui exista de 1905 à 1912 et de 1919 à 1932.

## Histoire
Le 14 décembre 1904, la Channel Fleet est renommée en Atlantic Fleet, la Home Fleet devenant quant à elle la Channel Fleet. Le 18 mars 1912, en raison des tensions avec l'Empire allemand, Winston Churchill annonce une réorganisation des flottes britanniques ; l'Atlantic Fleet devient ainsi la 3e escadre (en).
Après la Première Guerre mondiale, la Royal Navy est réorganisée et la Grand Fleet démantelée ; une grosse partie de ses unités forment l'Atlantic Fleet. Le HMS Queen Elizabeth en devient le navire amiral, et ce jusqu'en 1924.
Durant son existence, l'Atlantic Fleet ne prend part à aucun combat, le seul fait marquant dont elle est la malheureuse protagoniste est la mutinerie d'Invergordon en 1931. Cet évènement a des conséquences : la flotte est renommée Home Fleet l'année suivante.

## Composition en 1906
En 1906, l'Atlantic Fleet est commandée par le vice-amiral William May, Archibald Berkeley Milne étant le commandant en second ; Louis de Battenberg quant à lui commande la 2e escadre de croiseurs. La flotte est composée des navires suivants :
Cuirassés
- HMS Commonwealth
- HMS Dominion
- HMS Hindustan
- HMS King Edward VII
- HMS Magnificent
- HMS Majestic
- HMS New Zealand
- HMS Victorious

Croiseurs rattachés
- HMS Amethyst
- HMS Arrogant
- HMS Diamond

2e escadre de croiseurs
- HMS Berwick
- HMS Cornwall
- HMS Cumberland
- HMS Drake
- HMS Duke of Edinburgh
- HMS Black Prince